# Звезда Якутии (алмаз)
Звезда́ Яку́тии — уникальный алмаз ювелирного качества в 232,10 карата, найденный в кимберлитовой трубке «Мир» в 1973 году. Наименование алмазу присвоено за его красоту, в знак уважения к земле, породившей его. Хранится в Алмазном фонде Московского Кремля.

## Описание
Алмаз добыт на руднике кимберлитовой трубки «Мир» и извлечён из руды на обогатительной фабрике № 3 в 1973 г.
Все найденные в СССР крупные алмазы доставляли лично Председателю Совета Министров СССР А. Н. Косыгину. Только в случае с алмазом «Звезда Якутии» А. Н. Косыгин находился в отпуске, так что изначально алмаз получил имя «50 лет Аэрофлота» и даже под этим именем успел появиться в знаменитом лондонском каталоге от Де Бирс. Однако, вернувшись из отпуска, А. Н. Косыгин настоял на том, чтобы алмазу было присвоено более звучное имя — «Звезда Якутии».
Чтобы не портить отношения с министром гражданской авиации CCCР Бугаевым Б. П., руководство «Якуталмаза» распорядилось передать имя «50 лет Аэрофлота» другому ювелирному камню массой 65,60 карата.
Размеры кристалла 37,0×35,0×33,0 мм. Алмаз представляет собой октаэдр с округлёнными рёбрами и вершинами. Грани кристалла ступенчато-пластинчатого строения с треугольными впадинами и занозистой штриховкой. Одно ребро пересекает неглубокая трещина.
Алмаз прозрачный с лёгким голубовато-зелёным оттенком.